# Permiso para amar hasta medianoche
Permiso para amar hasta medianoche (en inglés: Cinderella Liberty) es una película dramática estadounidense de 1973 adaptada por Darryl Ponicsan de su novela de 1973 del mismo nombre. La película cuenta la historia de un marinero que se enamora de una prostituta y se convierte en padre sustituto de su hijo mestizo de 10 años, protagonizada por James Caan , Marsha Mason, Eli Wallach y la participación de Kirk Calloway. Fue producida y dirigida por Mark Rydell.
El título se deriva del punto de la trama en el que el marinero, mientras recibe tratamiento médico en las instalaciones médicas de la base naval, recibe lo que se llama un pase "Cinderella Liberty" que le permite abandonar libremente la base naval siempre que regrese.
La película obtuvo mayormente críticas positivas y la interpretación de Mason le valió un galardón en los Premios Globos de Oro y su primera nominación en los Premios Oscar a la Mejor Actriz (obtenido finalmente por Glenda Jackson).

## Sinopsis
Historia de amor entre una prostituta (Marsha Mason) y un solitario marinero (James Caan) que tiene que quedarse en tierra porque la Marina ha perdido sus papeles. Como ella tiene problemas con el alcohol, será él quién tenga que ocuparse de su hijo, un chico mulato de 10 años.

## Reparto

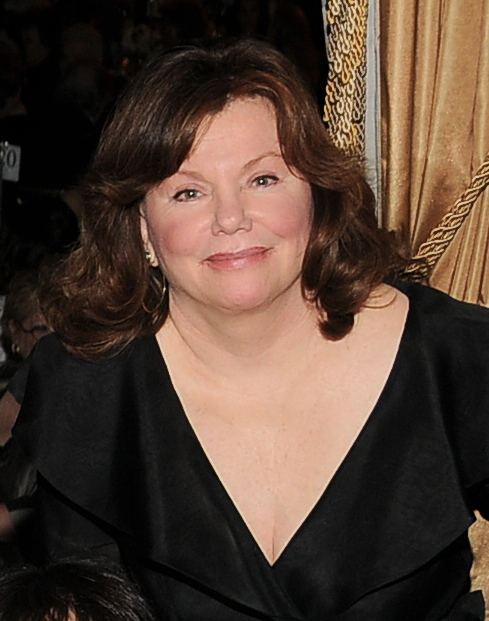
Marsha Mason, cuya interpretación le valió una nominación en los Premios Oscar

- James Caan: John Baggs Jr.
- Marsha Mason: Maggie Paul
- Kirk Calloway: Doug
- Eli Wallach: Lynn Forshay
- Burt Young : Master at Arms
- Bruno Kirby : Alcott
- Allyn Ann McLerie : Miss Watkins
- Dabney Coleman : the Exec
- Allan Arbus: Marinero
- Ted De Arms: Cocinero
- Sally Kirkland: Fleet Chick
- David Proval: Marinero

## Banda sonora
| Cinderella Liberty |                                     |          |  |
| N.º                | Título                              | Duración |  |
| 1.                 | «Wednesday Special (Paul Williams)» | 2:28     |  |
| 2.                 | «Nice to Be Around»                 | 2:51     |  |
| 3.                 | «New Shooter»                       | 3:07     |  |
| 4.                 | «Maggie Shoots Pool»                | 3:56     |  |
| 5.                 | «Maggie and Baggs»                  | 4:07     |  |
| 6.                 | «Boxing Montage»                    | 2:59     |  |
| 7.                 | «Nice to Be Around (Paul Williams)» | 2:38     |  |
| 8.                 | «Neptune's Bar»                     | 2:23     |  |
| 9.                 | «Cinderella Liberty Love Theme»     | 3:59     |  |
| 10.                | «The Ferry Ride»                    | 1:46     |  |
| 11.                | «A Baby Boy Arrives»                | 2:06     |  |
| 12.                | «Wednesday Special (Paul Williams)» | 2:28     |  |

## Recepción
Cinderella Liberty fue nominada al Globo de Oro a la Mejor Película , mientras que Marsha Mason ganó el Globo de Oro a la Mejor Actriz. Mason también recibió la primera de cuatro nominaciones a los Premios Oscar a Mejor Actriz en un Papel Protagónico , mientras que la película recibió nominaciones a la Mejor Música, Partitura Dramática Original y Mejor Canción ( John Williams y Paul Williams por "Nice to Be Around").
Al lamentar muchas de las elecciones cinematográficas que hizo en los años inmediatamente posteriores a su actuación nominado al Oscar y al Globo de Oro en El Padrino, Caan mencionó a Cinderella Liberty como una de las excepciones a esos arrepentimientos, comentando que le gustó mucho la película.
La película está reconocida por el American Film Institute en estas listas:
- 2002: 100 años de AFI ... 100 pasiones - Nominada

### Premios y nominaciones
| Premio                           | Año  | Categoría                  | Nominado/a                                          | Resultado |
| -------------------------------- | ---- | -------------------------- | --------------------------------------------------- | --------- |
| Premios Oscar                    | 1975 | Mejor Actriz               | Marsha Mason                                        | Nominada  |
| Premios Oscar                    | 1975 | Mejor Música               | John Williams                                       | Nominado  |
| Premios Oscar                    | 1975 | Mejor Canción Original     | John Williams y Paul Williams - "Nice to Be Around" | Nominados |
| Premios Globos de Oro            | 1975 | Mejor Película de Drama    | Mark Rydell                                         | Nominado  |
| Premios Globos de Oro            | 1975 | Mejor Guion                | Darryl Ponicsan                                     | Nominado  |
| Premios Globos de Oro            | 1975 | Mejor Actriz de Drama      | Marsha Mason                                        | Ganadora  |
| Premios Globos de Oro            | 1975 | Mejor Música Original      | John Williams                                       | Nominado  |
| Premios Globos de Oro            | 1975 | Mejor Actor Recién llegado | Kirk Collaway                                       | Nominado  |
| National Society of Film Critics | 1975 | Mejor Actriz               | Marsha Mason                                        | Nominada  |